# Yang Hengyu
Yang Hengyu (22 luglio 1996) è una schermitrice cinese, specializzata nella sciabola.

## Palmarès
- Campionati asiatici

Hong Kong 2017: oro nella sciabola a squadre.
Bangkok 2018: oro nella sciabola a squadre.